# Aidan Zingel
Aidan Zingel (Kiama, 19 novembre 1990) è un pallavolista australiano, centrale del Verona.

## Carriera
La carriera in Europa di Aidan Zingel inizia nel Elitserien svedese, dove vince lo scudetto con il Linköpings Volleyboll Club nella stagione 2009-10; fa inoltre parte stabilmente della nazionale australiana dal 2009.
Nella stagione 2010-11 viene ingaggiato dal club italiano del BluVolley Verona, in Serie A1, dove resta per sette stagioni e con cui si aggiudica la Challenge Cup 2015-16. Per il campionato 2017-18 si accasa alla Trentino di Trento, mentre nella stagione successiva è alla New Mater, sempre in Serie A1.
Per il campionato 2019-20 veste la maglia del Tricolore, in Serie A2, per poi ritornare, a stagione già iniziata, al club di Verona, in Superlega, stessa categoria dove milita nell'annata successiva con la Top Volley Latina e in quella 2023-24, al Verona.

## Palmarès
- Campionato svedese: 1

2009-10
- Challenge Cup: 1

2015-16

### Premi individuali
- 2012 - AVF: Pallavolista australiano dell'anno[3]
- 2016 - Superlega: Miglior centrale